# Irandokht
Irandokht, née le 17 novembre 1915 à Téhéran et morte dans la même ville en 1984, est le premier enfant d'Ahmad Chah Qajar, chah de Perse, et de Badr al-Molouk (en).

## Biographie
Elle est princesse d'Iran et l'héritière présomptive de la couronne d'Iran avant de quitter le pays avec ses parents à l'âge de cinq ans.
Lorsque Mohammad Reza Pahlavi réside en Suisse pour son éducation, il rencontre Irandokht et en tombe amoureux. Il en parle à son père, Reza Chah qui, au retour d'Irandokht à Téhéran, ne leur permet pas de se marier. Elle retourne alors en Europe où elle se marie avec Abbas Faroughy, dont elle a trois enfants, Mariam, Darius et Cyrus.